# Bethany Crumpton
Bethany Crumpton, née le 10 juin 1994, est une coureuse cycliste anglaise spécialiste de cyclo-cross et de VTT. Elle est membre de l'équipe Storey Racing depuis 2017.

## Palmarès en cyclo-cross
- 2010-2011
  - 3e du championnat de Grande-Bretagne de cyclo-cross juniors
- 2011-2012
  - 3e du championnat de Grande-Bretagne de cyclo-cross juniors
- 2015-2016
  - National Trophy Series #3, Durham
  - 2e du championnat de Grande-Bretagne de cyclo-cross espoirs
- 2016-2017
  - 3e du championnat de Grande-Bretagne de cyclo-cross
- 2017-2018
  - Classement général des National Trophy Series
    - National Trophy Series #1, Derby
    - National Trophy Series #2, Abergavenny
    - National Trophy Series #6, Ipswich

  - 3e du championnat de Grande-Bretagne de cyclo-cross
- 2018-2019
  - Classement général des National Trophy Series
    - National Trophy Series #1, Derby
    - National Trophy Series #5, Ipswich
- 2019-2020
  - National Trophy Series #4, Crawley
  - 2e du championnat de Grande-Bretagne de cyclo-cross

## Palmarès en VTT
- Championne de Grande-Bretagne de cross-country juniors : 2012
- Championne de Grande-Bretagne de cross-country espoirs : 2013 et 2014